# Ferenc Mádl
Ferenc Mádl (nascut el 29 de gener de 1931 al poble de Bánd comtat de Veszprém - mort el 29 de maig de 2011), va ser el President d'Hongria, entre 4 d'agost de 2000 i el 5 d'agost de 2005.

## Biografia
Casat amb Dalma Némethy, tenen un fill i tres nets. Va estudiar lleis i ciències polítiques a la Universitat de Budapest, egressant el 1955. Va estudiar dret comparat en la Universitat d'Estrasburg, entre 1961 i 1963, rebent el títol de doctor el 1964.
El 3 de maig del 2000 va ser nominat pels partits Fidesz i FKGP per al lloc de President de la República, càrrec que va acceptar. L'Assemblea Nacional d'Hongria ho va triar el 6 de juny del 2000, iniciant el seu període el 4 d'agost d'aquest any. Va acabar el seu període l'any 2005, una vegada acabat el període constitucional de 5 anys, no volent continuar en el càrrec.